# La sangre buena
La sangre buena es el quinto álbum de la banda argentina Ella es tan cargosa. Fue grabado en abril de 2017 en los estudios Romaphonic, Big Foot y El Espejo de la ciudad de Buenos Aires, con producción de Germán Wiedemer.
«La sangre buena» es el primer álbum de Ella es tan cargosa que no cuenta con la participación de Mariano Manigot, uno de los miembros fundadores del grupo.

## Historia
«La sangre buena» fue grabado en abril de 2017 en los estudios Romaphonic, Big Foot y El Espejo de la ciudad de Buenos Aires. Fue mezclado en mayo de 2017 en Big Foot y masterizado por Edu Pereyra en Mamma's House.
El álbum fue producido por el pianista Germán Wiedemer (director de la banda de Andrés Calamaro y productor también de todos los discos anteriores de Ella es tan cargosa) y grabado por Martín Pomares.
El disco incluye doce canciones previamente inéditas. En muchas de ellas la banda buscó reencontrarse con el sonido crudo de sus primeros años de formación, el previo a la grabación de sus discos, entre los años 2000 y 2006. 
Como todos los discos de Ella es tan cargosa, las letras autobiográficas reflejan el día a día de los integrantes del grupo. «La sangre buena» es el primer álbum que no cuenta con la participación de Mariano Manigot, uno de los miembros fundadores de Ella es tan cargosa, y las idas y venidas de esta situación están plasmadas en el disco.
Como curiosidad, por primera vez un disco de Ella es tan cargosa incluye un bonus track: la canción “Del barro al oro”, compuesta por la banda para la cortina de la serie Alma de potrero conducida por Diego Korol, que narra la relación de los grandes ídolos de la Selección Argentina de fútbol con la albiceleste y emitida por DirectTV Sports para toda América.
El primer corte de difusión elegido es el mid tempo «Las mañanas». Rodrigo Manigot, cantante y letrista de la banda, cuenta cómo surgió la canción: “Es una reivindicación de la mañana como un lugar de lucidez, de mayor potencia física, como un espacio ideal para la creatividad”.
El diseño del disco hace referencia a la canción que da nombre al disco, en donde el protagonista de la canción tiene una segunda oportunidad "Llega el tren / Quien fue el que me dijo ayer / Que sólo pasa una vez / ¿Quién?"

## Lista de canciones
| N.º | Título                           | Letras          | Música                         | Duración |  |
| 1.  | «Las mañanas»                    | Rodrigo Manigot | Ildo Baccega                   | 2.32     |  |
| 2.  | «Tiempo saliva y salud»          | Rodrigo Manigot | Rodrigo Manigot / Ildo Baccega | 2.13     |  |
| 3.  | «Las palabras»                   | Rodrigo Manigot | Ildo Baccega                   | 2.45     |  |
| 4.  | «Tristálisis»                    | Rodrigo Manigot | Ildo Baccega                   | 3.41     |  |
| 5.  | «Mi mejor mitad»                 | Rodrigo Manigot | Ildo Baccega                   | 3.51     |  |
| 6.  | «El avión»                       | Rodrigo Manigot | Ildo Baccega                   | 3.36     |  |
| 7.  | «Volviendo en mí»                | Rodrigo Manigot | Ildo Baccega                   | 3.53     |  |
| 8.  | «El mar del olvido»              | Rodrigo Manigot | Rodrigo Manigot / Ildo Baccega | 3.27     |  |
| 9.  | «Zattino»                        | Rodrigo Manigot | Ildo Baccega                   | 4.05     |  |
| 10. | «Arsat»                          | Rodrigo Manigot | Pablo Rojas                    | 4.14     |  |
| 11. | «La sangre buena»                | Rodrigo Manigot | Ildo Baccega                   | 3.48     |  |
| 12. | «Del barro al oro» (bonus track) | Rodrigo Manigot | Ildo Baccega                   | 3.01     |  |

## Músicos

### Ella es tan cargosa
- Rodrigo Manigot - voz.
- Ildo Baccega - guitarras.
- Pablo Rojas - batería.[2]
- Mariano Manigot - Guitarra
- Lucas Kocens - Bajo

### Invitados
- Germán Wiedemer - pianos y teclados en todos los temas; coros Keith Richards en «Tristálisis».
- Mariano Campoliete - coros en todos los temas.
- Martín Pomares - guitarras en todos los temas.
- Cristian Borneo - pandereta y percusión en todos los temas.
- Yamil Salvador - Hammond en «Arsat», «Zattino», «Tristálisis», «Las mañanas» y «Las palabras».[2]

## Videografía
| Año  | Canción          |
| ---- | ---------------- |
| 2017 | Las Mañanas      |
| 2018 | Del barro al oro |
| 2019 | Las palabras     |